# Hamodia
Hamodia (en hébreu המודיע, L'informateur) est un journal quotidien en hébreu publié à Jérusalem. Une édition quotidienne en anglais est publiée à New York. Une édition de la semaine en anglais est publiée à New York, à Londres et à Jérusalem, avec le magazine Inyan. Une édition française existe depuis 2008. Le slogan définissant le journal est Le Journal de la Communauté juive de la Torah. Il représente le point de vue du judaïsme orthodoxe haredi, destiné à la communauté  hassidique.

## Fondation
Le journal Hamodia est fondé en 1950 par le rabbin Yehuda Leib Levin, le fils du rabbin Yitzhak-Meir Levin, leader de l'Agoudat Israel à Varsovie puis à  Jérusalem.

## Édition en Anglais
L'édition en anglais de Hamodia débute le 27 février 1998. L'éditeur est  Ruth Lichtenstein, la fille du rabbin Yehuda Leib Levin. Le journal parait lors une fois par semaine, puis une édition quotidienne voit le jour le 15 décembre 2003.
L'édition quotidienne parait du lundi au vendredi inclus, excluant le samedi Chabbat et les jours de fêtes religieuses juives.
L'édition de la semaine, datée du vendredi, parait deux jours plus tôt, le mercredi.
L'édition en anglais en dehors des États-Unis est l'édition de la semaine.